# 小行星8347
小行星8347（英語：8347 Lallaward）是一颗围绕太阳公转的小行星。1987年4月21日，卡罗琳·舒梅克、尤金·舒梅克在帕洛马山发现了此天体。
这颗小行星的绝对星等为339.62865等。